# Eddie Hudanski
Eddie Hudanski, né le 6 septembre 1948, est un  entraîneur français de football.

## Biographie
Ancien joueur de Fontainebleau, il devient entraîneur adjoint du Bataillon de Joinville.
Il est ensuite responsable du centre de formation au Stade lavallois de 1984 à 1990 auprès de Michel Le Milinaire. Il devient par la suite entraîneur du Limoges FC (1990-1997).
Il travaille comme directeur technique à la Kadji Sports Academy au Cameroun, d'où est issu notamment Samuel Eto'o.
Il est manager général du FC Sion en 1re division en Suisse en 2000-2001.
Il est ensuite directeur technique des jeunes de la Chine pendant trois ans, et crée un centre de formation franco-chinois à Chendu dans le Sichuan.
À compter de l'année 2005, il prépare l'Équipe du Congo de football des moins de 20 ans à la Coupe d'Afrique des nations junior. Avec cette équipe il devient Champion d'Afrique en 2007 et participe à la coupe du monde U20 au Canada, puis remporte les jeux de la francophonie en 2009.
En 2011 il remporte la médaille de bronze à la Coupe d'Afrique des moins de 17 ans organisée au Rwanda, et se qualifie pour la coupe du monde de la catégorie organisée au Mexique. Il remporte la même année les Jeux de la francophonie.